# Beau Dick

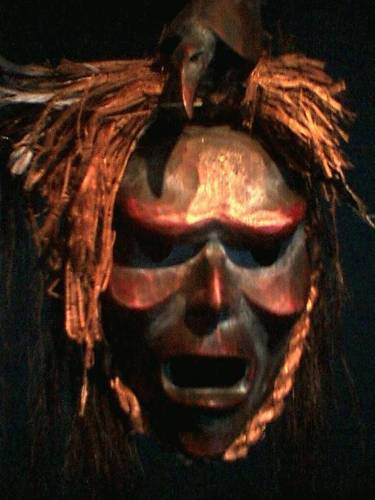
Maske von Beau Dick

Beau Dick, eigentlich Benjamin Kerry Dick (* 23. November 1955 in Kingcome Inlet; † 27. März 2017 in Vancouver), war ein kanadischer indigener Maskenschnitzer, Bildhauer, Maler, Galerist und Aktivist.

## Leben

### Ausbildung
Beau Dick war der Sohn des traditionellen Kwakwaka'wakw Holzschneiders Blackie Ben Dick und dessen Frau Geraldine Dawson. Zunächst wuchs er in Kingcome auf und zog mit seiner Mutter im Alter von 6 Jahren nach Vancouver. Mit 15 Jahren zog Dick zurück nach Alert Bay und erlernte das traditionelle Schnitzen von seinem Vater und Großvater. Beau Dick erbte die Stellung des Chiefs in seiner indigenen Gemeinschaft. Künstlerisch beeinflusst wurde Beau Dick von den Kwakwaka'wakw Schnitzern Doug Cranmer und Tony Hunt und von den Haida Künstlern Bill Reid und Robert Davidson.

### Politische Aktivitäten
Beau Dick setzte sich mit seinen Ritualmasken von Nachfahren kanadischer Ureinwohner für die Rechte indigener Völker ein. 2012 entfernte er 40 Atlakim-Wald-Masken aus seiner Galerie und brachte sie in seine Dorfgemeinschaft in Alert Bay zurück. Die Masken wurden rituell gebraucht und feierlich in einer Potlatch-Zeremonie verbrannt. Zerstörung schloss für Beau Dick Wiedergeburt ein, da sie die Verantwortung mit sich bringt, eine neue Serie von Masken zu schnitzen. 2013 marschierte er mit der Idle No More Gruppe von Quatsino nach Victoria, wo er vor 3000 Anhängern aus Protest symbolisch eine Nangala (Kupferplatte) auf der Legislative Assembly zerbrach. 2013 wurde er Artist in Residence am Visual Art Department in Vancouver. Am Parliament Hill zerbrach er 2014 in Ottawa erneut eine Nangala. Das Zerbrechen der Kupferplatten war für Beau Dick ein Widerstand gegen Kolonialismus und Kapitalismus in Kanada.
Beau Dick starb im Alter von 61 Jahren an einem Schlaganfall.

## Künstlerisches Werk
Beau Dick fertigte fabulierende Masken der Kwakwaka`waknischen Mythologie, die ihn zu einem der bedeutendsten Holzschnitzer Kanadas werden ließen. Für die Kwakwala'wak sind die Masken von Geistern beseelt und essenziell wichtig für die Ausübung bestimmter Rituale. Dick schuf lebendige Masken von Waldgeistern, Kobolden, Trollen, geschnitzten Tier- und Menschenköpfen. Häufige Motive waren die Waldgeister Dzunuk`wa und Bakwas.
Dzunuk`wa ist eine weibliche Wilde aus den Wäldern. Sie ist eine Kannibalin, die durch die Wälder zieht und sich ungehorsame Kinder greift, sie in einen Korb aus Lebensbaumzweigen steckt, um sie später zu fressen.
Bakwas ist ein Räuber der Seele. Er ködert seine Opfer mit vergifteter Nahrung. Derjenige, der seine Köder verspeist, wird selbst zum Bakwas und bleibt immer als Geist gefangen.
1986 besuchten Brian Mulroney und Elisabeth II. während der Expo 86 Beau Dicks Ausstellung vom Masken in Vancouver. Während der documenta 14 stellte er eine Installation, bestehend aus Masken und verfremdeten Ritualgegenständen aus Kupferbarren, in der Kasseler documenta-Halle aus. Zuvor wurde die Installation im Athener Museum für zeitgenössische Kunst gezeigt.
Beau Dicks Motive waren auch als T-Shirts erhältlich.

## Werke in öffentlichen Sammlungen und Museen
- Totempfähle in Alert Bay
- British Museum, London
- National Gallery of Canada, Ottawa
- Bill Reid Gallery of Northwest Coast Art, Vancouver
- Michael Audain Collection, Vancouver
- Vancouver Art Gallery, Vancouver
- Museum of Anthropology, Vancouver
- Burke Museum, University of Washington, Seattle
- Heard Museum, Phoenix
- Hallie Ford Museum of Art, Salem

## Ausstellungen
- Michael Canadian Art Collection, Kleinburg Ontario, 2009
- Biennale of Sydney, Sydney, 2010
- National Gallery of Canada, Ottawa, 2010
- Bill Reid Gallery in Vancouver, 2015
- Berkshire Museum, Pittsfield, 2016
- University of British Columbia, Vancouver, Kanada o. J.
- documenta 14 Athen, Kassel, 2017
- Canadian Biennial, Edmonton, 2017
- White Columns, New York, 2019
- Remai Modern, Saskatoon, 2019

## Preise
- VIVA Awards der Jack und Doris Shadbolt Foundation, 2012

## Filme über Beau Dick
- Meet Beau Dick: Maker of Monsters. Premiere Toronto International Film Festival 2017 von  LaTiesha Ti'si'tla Fazakas und Natalie Boll

## Weblink
- Beau Dick auf der Homepage von documenta 14